# أليكساندرو بينا
أليكساندرو بينا (بالرومانية: Alexandru Pena)‏ هو لاعب كرة قدم روماني في مركز حراسة المرمى، ولد في 26 يناير 1990 في كرايوفا في رومانيا. شارك مع منتخب رومانيا تحت 21 سنة لكرة القدم. أما مع النوادي، فقد لعب مع دينامو بوخارست ونادي باري ونادي روما.

## وصلات خارجية
- أليكساندرو بينا على موقع الاتحاد الأوربي (الإنجليزية)
- أليكساندرو بينا على موقع قاعدة بيانات كرة القدم.إي يو (الإنجليزية)
- أليكساندرو بينا على موقع Soccerway.com (الإنجليزية)